# Krásný sloh
Historiky umění používané označení krásný sloh, zvaný též měkký styl či mezinárodní gotika, je pro české prostředí pojmem vážícím se ke dvorskému stylu doby Karla IV. a jeho syna Václava IV. Přitom názory na časové vymezení tohoto slohu, a především na jeho zdroje, se v evropském a českém pojetí značně liší. V sochařství a malířství bývá české období krásného stylu nejčastěji kladeno mezi roky 1380 a 1420 s tím, že ho vnitřně tvoří několik dalších etap.

## Krásný sloh v architektuře, sochařství a malířství
Mimořádná stavební aktivita v době vlády Karla IV., sloužící k císařově reprezentaci a politice království, s jeho smrtí náhle končí. Král Václav IV., který převzal vládu v zemích Koruny české po roce 1378, se místo zakládání kostelů a klášterů, jak činil jeho otec, věnoval stavbě svých hradů a sbíráním knih místo svatých ostatků. Příčinou tohoto odklonu od umění vrcholné gotiky mohly být podněty, které se do Čech šířily z různých oblastí říše. Platí to především pro Braniborsko, které bylo přičleněno k českému království v roce 1373. Architektonická soustava příznačná pro dobu Karla IV.,se za vlády Václava IV. rozpadla. Původně logická vazba zdí a klenby se stala nezávislou na půdorysu stavby. Historik umění Albert Kutal v knize České gotické umění v této souvislosti uvedl, že: „...kameníci, kteří pracovali na královských světských stavbách a na několika kostelích královny Žofie, se nemuseli ohlížet na žádné zábrany...“. Tento nový stavební přístup se projevil nejen v královské kapli Vlašského dvora v Kutné Hoře, ale i na královských hradech Krakovci, Novém hrádku u Kunratic nebo na Točníku. Poslední ze jmenovaných hradů, Točník, byl již postaven bez obranných věží, takže se spíše podobal budoucímu zámku než gotickému hradu.

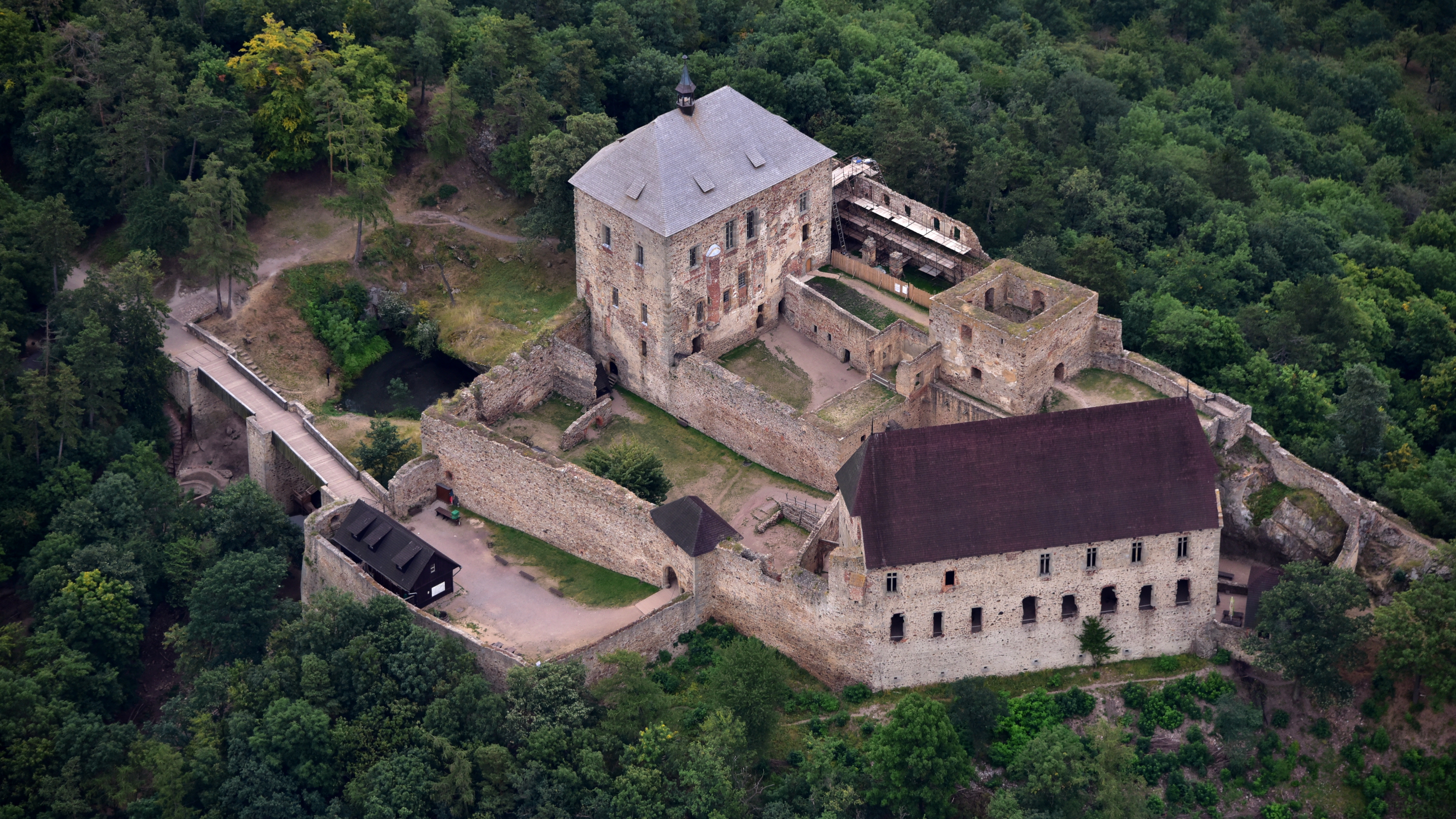
Hrad Točník (postaven v letech 1398–1401)

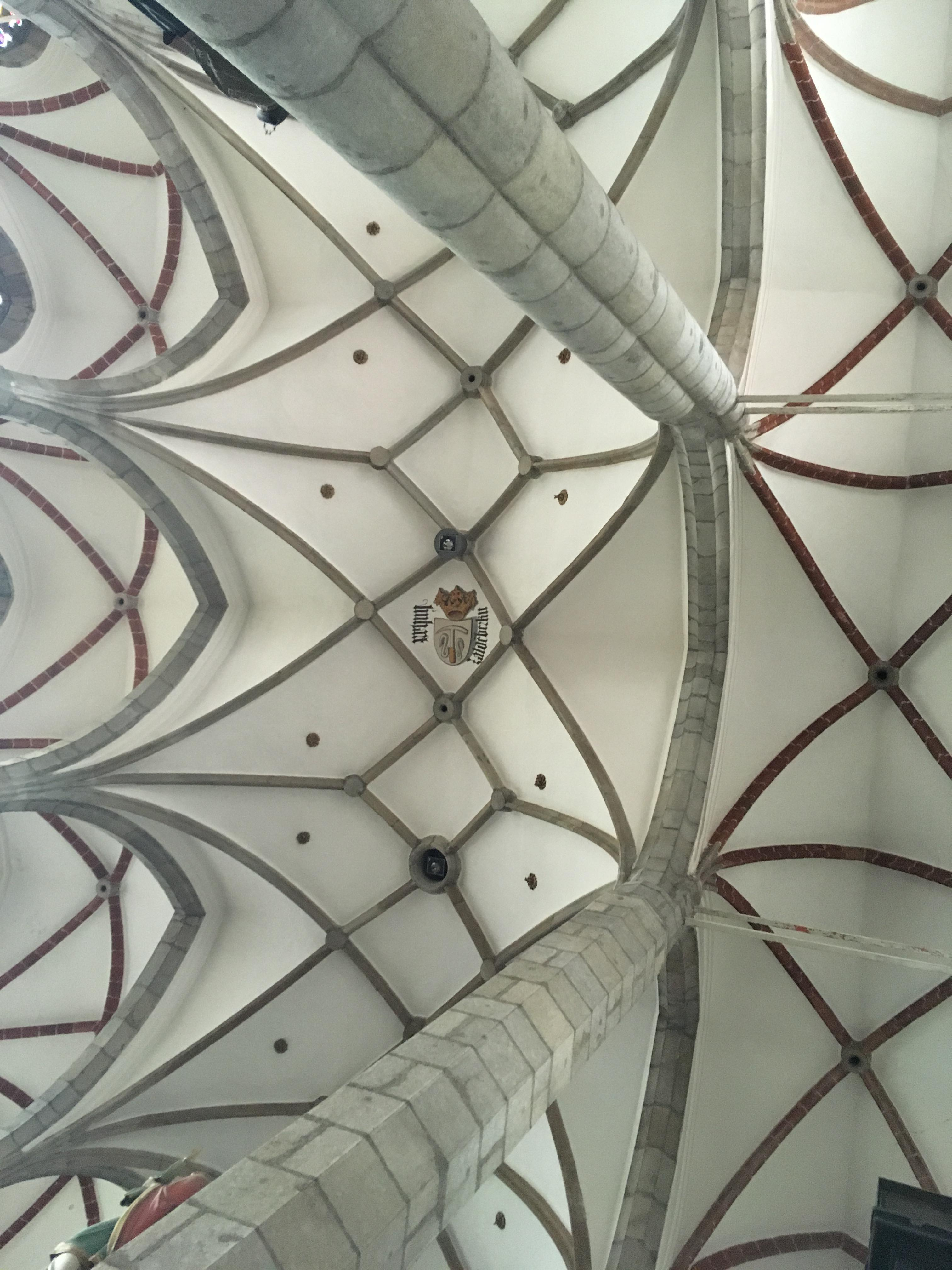
Detail trojlodí kostela sv. Víta v Českém Krumlově (postaveno mistrem Janem v letech 1407–1439)

Zjemnění původních stavebních prvků, typických pro dvorskou parléřovskou huť, proniklo i mimo ni a to zejména do Jižních Čech. Projevilo se to při přestavbě českokrumlovského kostela sv. Víta. Ve smlouvě z roku 1407, týkající se zaklenutí tohoto kostela, se uvádějí i jména obou stavitelů, Jana a jeho bratra Kříže, kteří v té době stáli v čele již existující krumlovské huti. Trojlodí se čtyřmi páry pilířů bylo ve střední lodi sklenuto síťovou klenbou, v obou postranních lodích klenbou křížovou. Tento zjemnělý parléřovský stavební styl se šířil i do dalších oblastí Českého království (Milevsko, Chrudim), přičemž i tam vznikaly stavby neobyčejně vytříbené a formálně dokonalé.
Především díky činnosti parléřovské huti zpočátku dominoval krásný sloh v sochařství nad malířstvím. Dnes historici umění rozlišují dvě velké skupiny soch řazených svým vznikem do období krásného stylu, z nichž jedna je reprezentována Krumlovskou madonou, druhá Madonou toruňskou. Dnes ztracené Toruňské madoně se nejvíce podobá Madona vratislavská, zhotovená kolem roku 1400 v dílně neznámého Mistra toruňské madony. Pro krumlovskou skupinu plastik měla význam Praha, pro toruňskou Vratislav (Wroclaw).

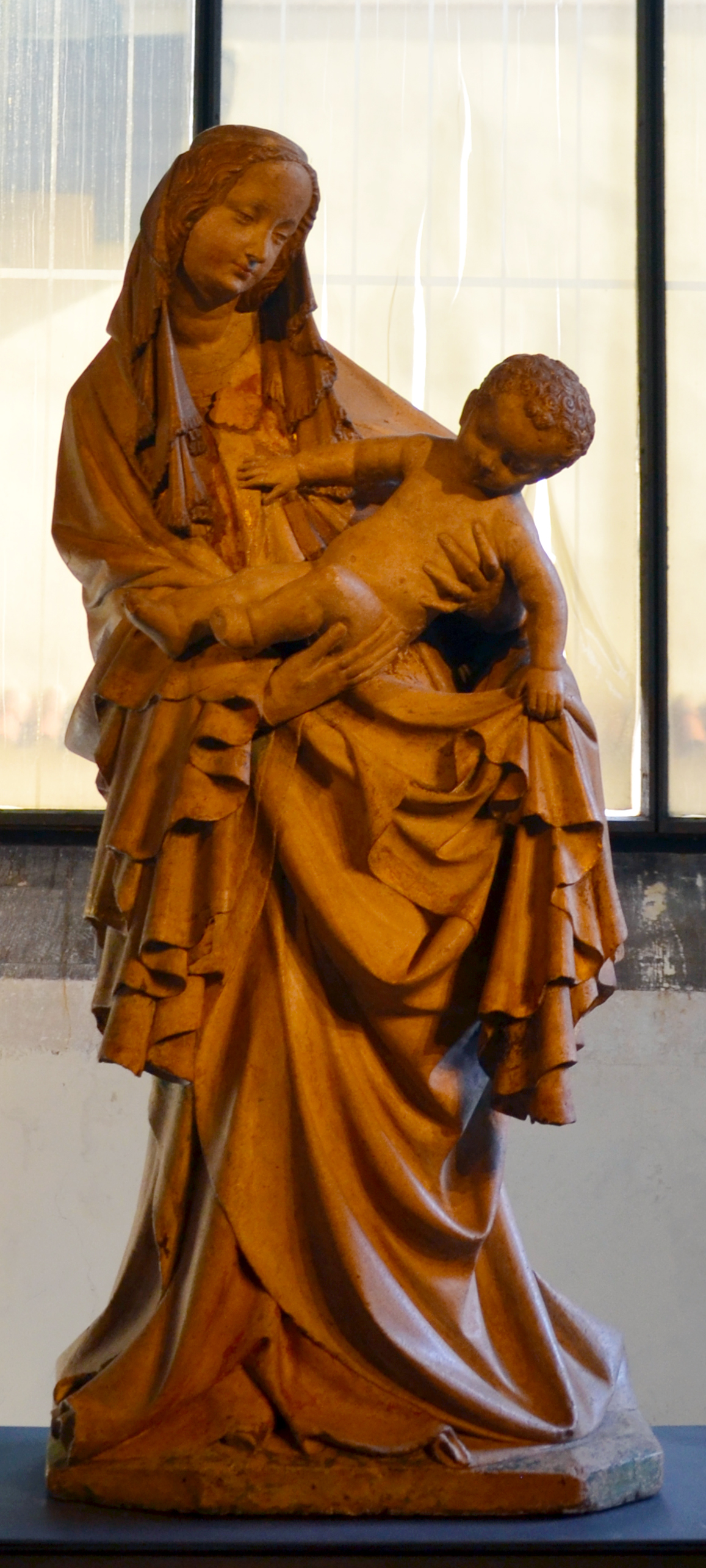
Krumlovská madona – varianta (kolem roku 1400; Národní galerie v Praze, ČR)

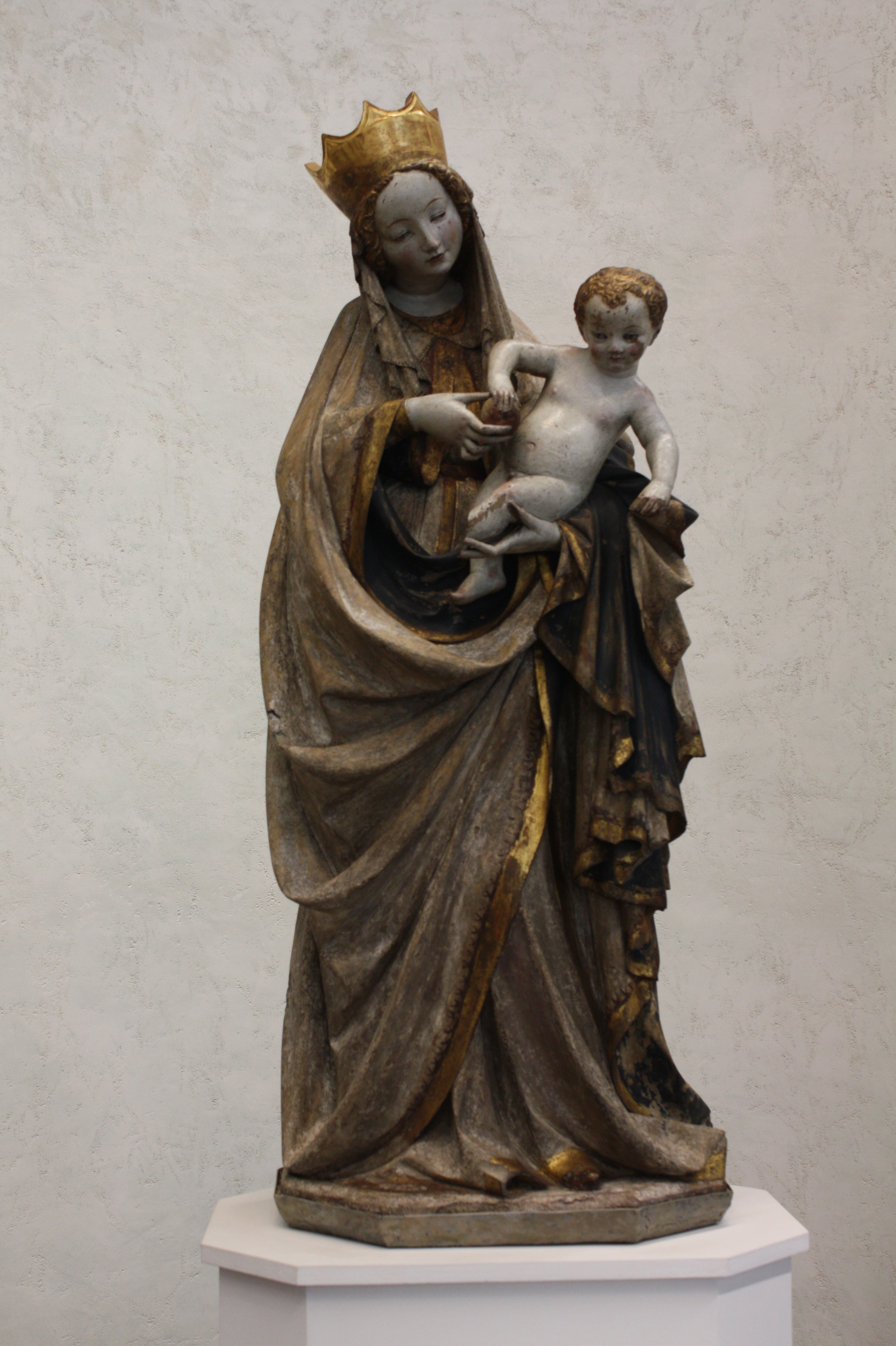
Vratislavská madona (kolem roku 1400; Národní muzeum ve Varšavě, Polsko)

Zatímco Krumlovská madona a madony od ní odvozené, jako např. Plzeňská madona, jsou až manýristicky zpracované, madony toruňského typu ještě vykazují prvky parléřovského sochařství. Krumlovská madona má již všechny charakteristiky vyspělého krásného slohu jako je objemová plasticita postavy či drapérie členěná do mísovitých řas a vlásenkových záhybů. Přitom madony krumlovského typu drží Ježíška nad nosnou nohou, což neplatí pro madony toruňské skupiny. Plzeňská madona vznikla v pražské katedrální (parléřovské) huti pravděpodobně na objednávku řádu německých rytířů, který měl v té době patronátní právo ke kostelu sv. Bartoloměje v Plzni. Tato madona je technicky nejdokonalejší z okruhu děl vzniklých před rokem 1390. Tím, že pololežícího Ježíška Maria drží oběma rukama, zdůrazňuje tak výše zmíněné umístění dítěte nad Mariinou nosnou nohou. Je to jeden z významných rysů madon krumlovského okruhu. Ale Plzeňská madona se již v mnoha ohledech vzdaluje tělesné modelaci postav známých z obrazů Mistra třeboňského oltáře. Výrazově se však blíží modelaci postav, kterou známe z Epitafu Jana z Jeřeně. Odtud vedou četná spojení k dalším sochám krásného slohu. Vedle sochařského zpodobnění madon jsou plastiky piet nejrozšířenějším sochařským tématem 2. poloviny 14. století. Přitom v 80. letech tohoto století byl parléřovský typ piet s vertikálním uložením Kristova těla vystřídán horizontální, případně diagonální polohou, typickou pro období krásného slohu. V pozdní fázi tohoto stylu se objevila i řada piet provedených jako řezbářské práce anonymních mistrů. Výjimkou je Mistr týnské Kalvárie, který sice vycházel z parléřovského příkladu, ale své kořeny měl již v závěrečné fázi české varianty krásného slohu. Přibližně z doby mezi roky 1405 a 1410 pochází i Bolestný Kristus ze Staroměstské radnice (dnes tamtéž), vyznačující se esovitým držením těla, které úzce souviselo s Kristem vratislavské piety z kostela sv. Anny.

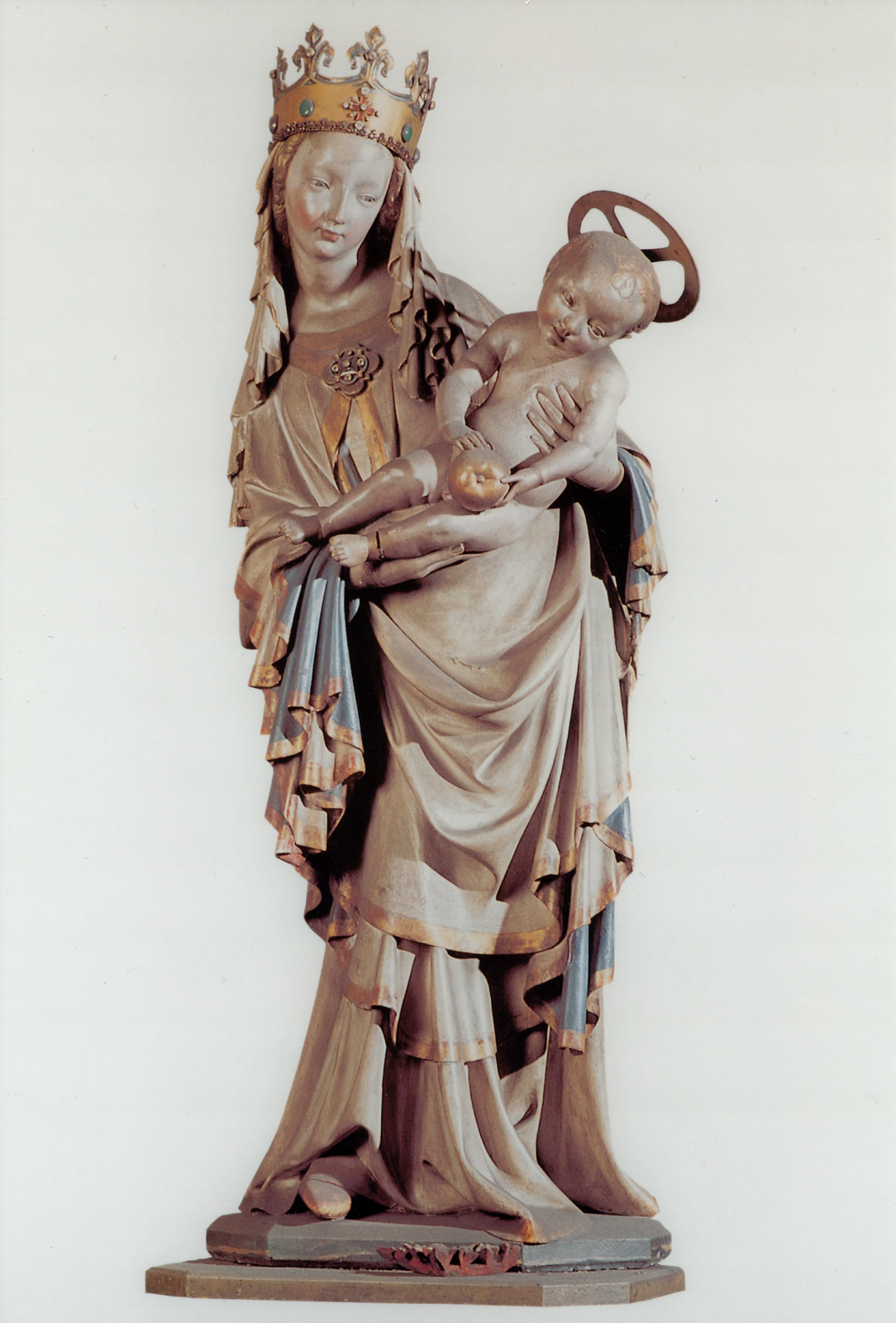
Plzeňská madona (kolem 1384; katedrála sv. Bartoloměje, Plzeň, ČR)

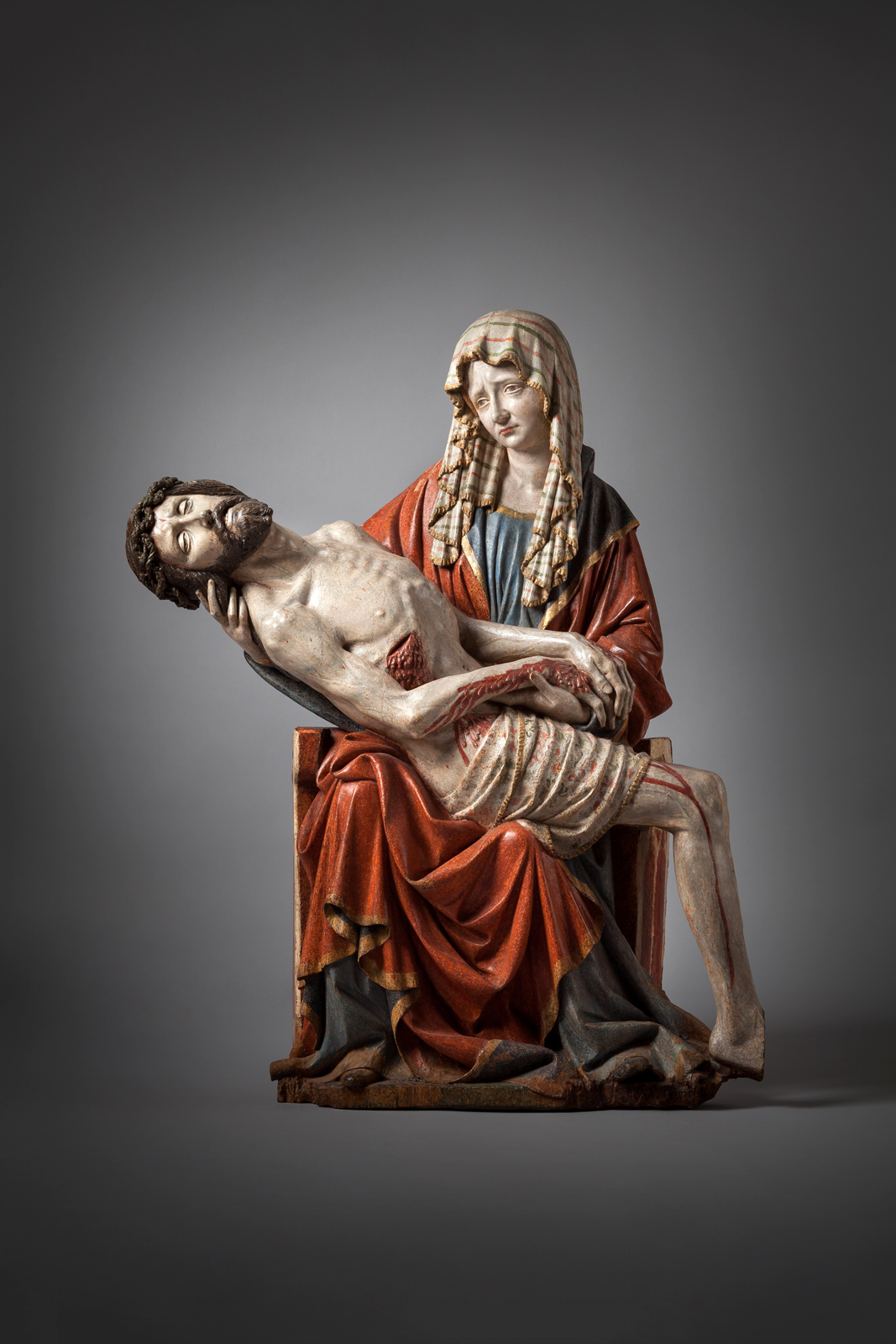
Pieta z Všeměřic (kolem roku 1410; Alšova jihočeská galerie, Hluboká nad Vltavou, ČR)

Piety krásného slohu se vyznačovaly diagonálním umístěním Kristova těla s výrazně zakloněnou hlavou. Přitom postava Panny Marie bývá odkloněna od Kristova těla, s tváří plnou hlubokého smutku. Tomuto popisu odpovídá především Pieta z Všeměřic (u Vyššího Brodu), která mohla vzniknout právě v dílně Mistra týnské Kalvárie kolem roku 1410. Následující období však představovalo rozchod s ideály krásného slohu, což dokládá socha Bolestného Krista z Novoměstské radnice (kolem 1413; dnes Muzeum Hlavního města Prahy), u níž již mizí esovitá linie těla a do popředí se dostává jeho emocionální působení. Tato plastika z lipového dřeva je považována za volnou repliku sochy staroměstského Krista zhotovenou v dílně Mistra týnského Kalvárie. Husitské války však silně oslabily další vývoj sochařství v Čechách, který jinde v Evropě se připravoval přijmout řadu nových podnětů pocházejících především z Nizozemí.
Na přelomu 14. a 15. století se krásný sloh stal základem téměř veškeré malířské produkce v zemích Českého království v oblasti nástěnné malby. Příkladem může být votivní freska donátorského páru na severní stěně kostela sv. Jiljí v Třeboni z roku 1410, mající vazbu na soudobou deskovou malbu. Nástěnná malba si udržela vysokou kvalitu provedení až do počátku husitských válek, jak do dokládají fresky v měšťanských domech na Staroměstském náměstí a v Michalské ulici v Praze.

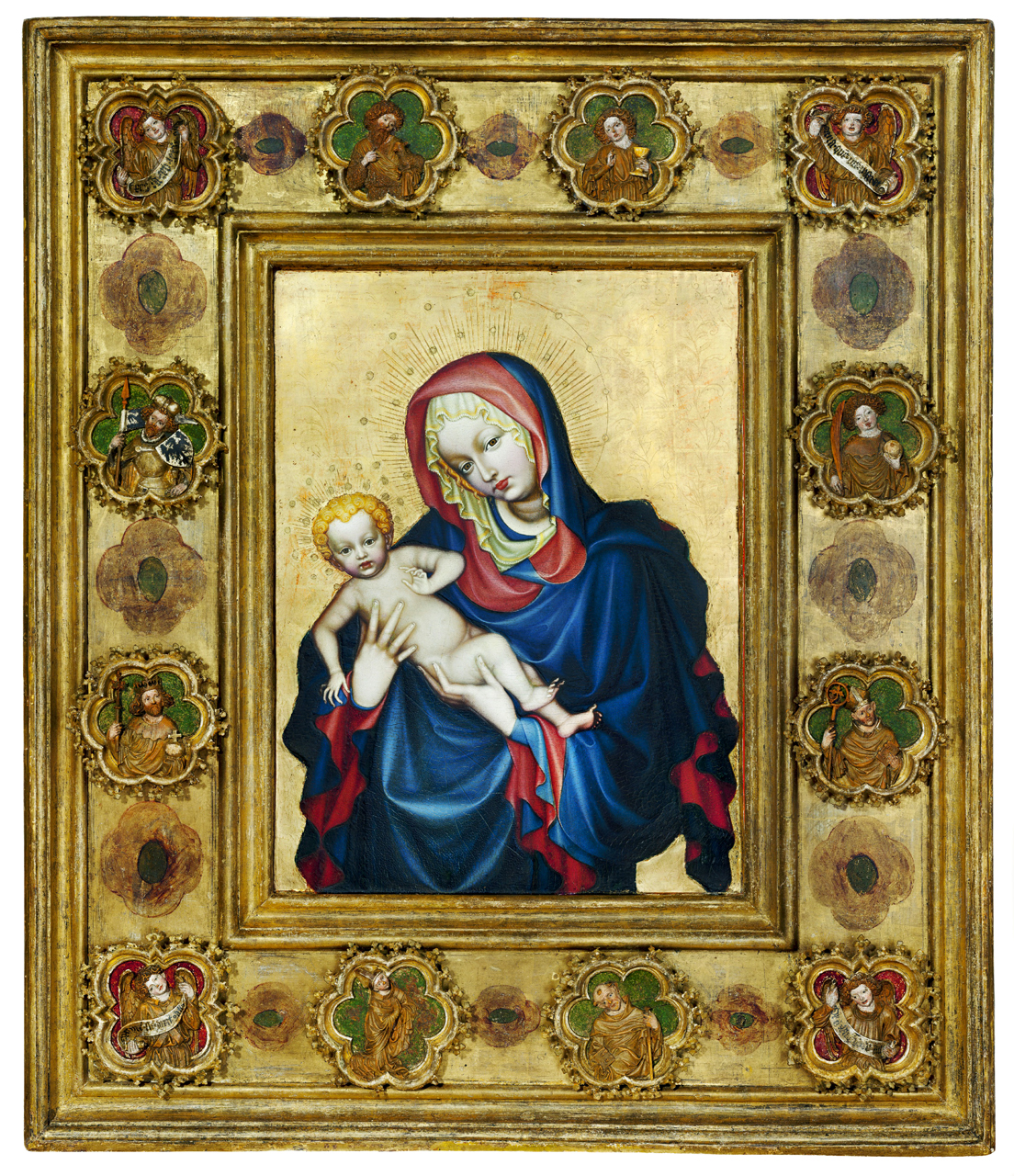
Madona svatovítská (1392/96; dnes Národní galerie, Praha, ČR)

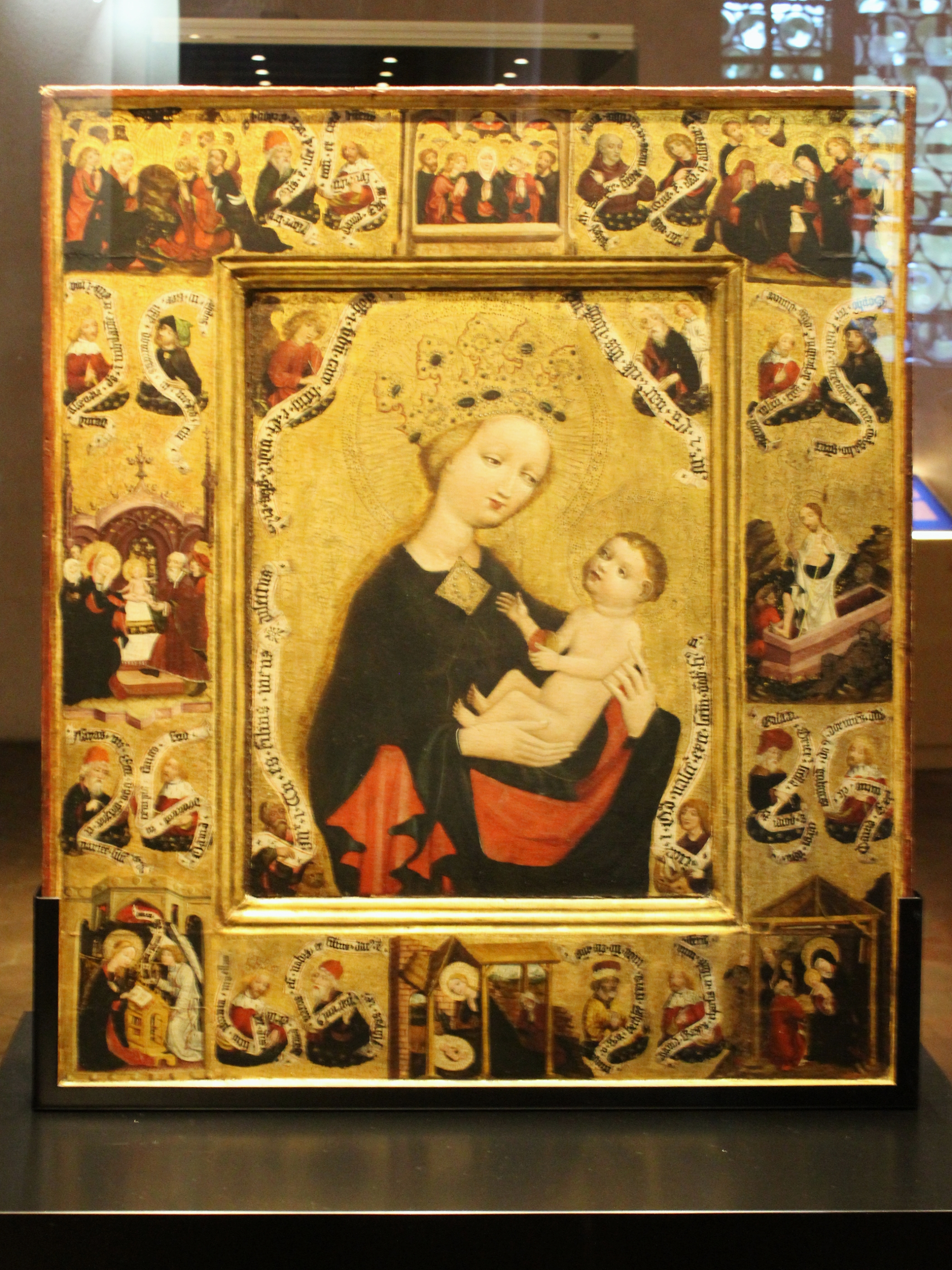
Madona z Jindřichova Hradce (1450/60; Hrad a zámek v Jindřichově Hradci, ČR)

Blízký vztah k dobovému českému sochařstvím, jmenovitě k Mistru krumlovské madony, dokládá deskový obraz Madony svatovítské, který pro chrám sv. Víta v Praze pravděpodobně objednal pražský arcibiskup Jan z Jenštejna na počátku 90. let 14. století. Obraz sice ještě navazuje na starší typ madon (Madona mostecká), ale jinak patří k vrcholným dílům krásného slohu. Na rámu obrazu jsou zpodobněni čtyři patroni Země české a tři další svatí spolu s donátorem (Jan z Jenštejna nebo Zbyněk Zajíc z Hazmburka). Půl století po Madoně svatovítské vznikl i nevelký deskový obraz Madony jindřichohradecké, kterým krásný sloh v deskové malbě dosáhl svého pozdního vrcholu. Podoba obou obrazů byla ovlivněna sochařstvím krásného slohu, především Madonou krumlovskou. Pravděpodobně z katedrály sv. Víta pochází i Deska z Dubečka (viz infobox) vykazující některé prvky známé z Třeboňského oltáře. V této souvislosti je třeba poznamenat, že Mistr třeboňského oltáře nebyl protagonistou, ale předchůdcem krásného stylu. Z katedrály sv. Víta pocházejí i dvě desky Epitafu Jana z Jeřeně, které původně tvořily jeden celek. Dnes jsou významnou památkou krásného slohu z období kolem roku 1395.

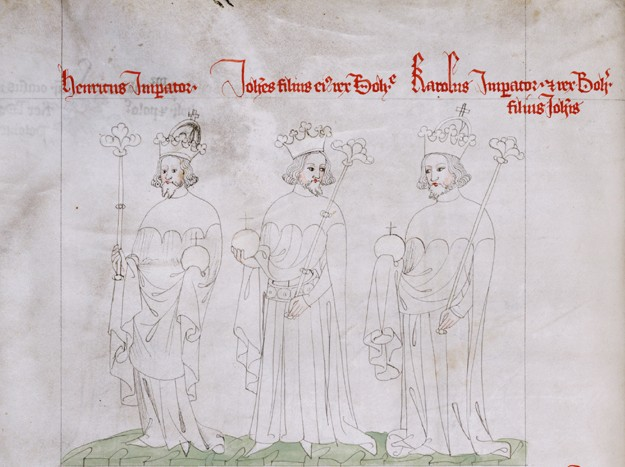
Lucemburkové: císař Jindřich VII., Jan Lucemburský, císař Karel IV. (opis Zbraslavské kroniky z roku 1393; Státní archiv, Jihlava, ČR)

Po roce 1380 je vývoj české gotické kresby ukazatelem uměleckého výrazu v období českého krásného slohu, jak to dokládají kresby Přemyslovců a Lucemburků v jihlavské Kronice zbraslavské (1393). Jedná se o opis původní Zbraslavské kroniky objednaný opatem Václavem pro Sedlecký klášter. Za husitských válek byl rukopis převezen do bezpečnější Jihlavy, kde zůstal natrvalo. Je pravdou, že památky české gotické kresby z období 1390 až 1420 jsou reprezentovány jednotlivostmi, ale přesto poskytují přesvědčivou informaci o vývoji krásného slohu i v této oblasti malířského umění.

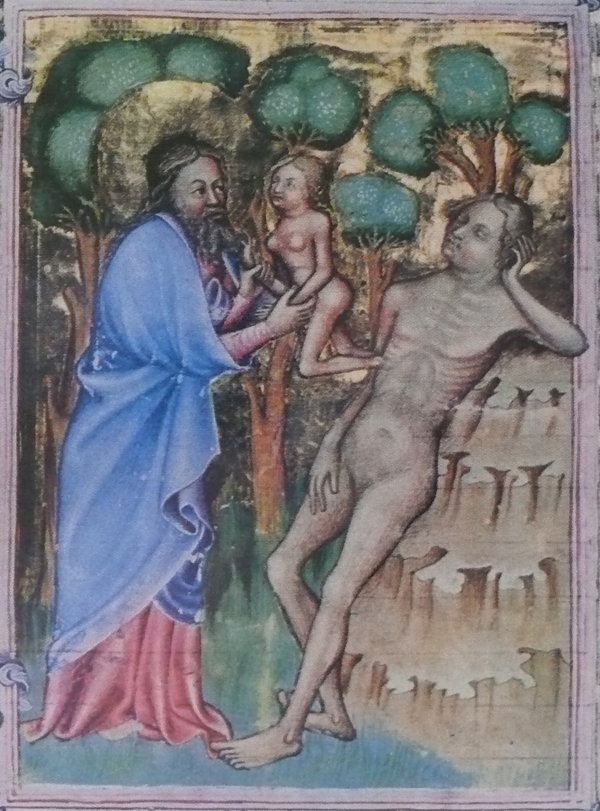
Stvoření Evy (Bible Václava IV., 1. sv., fol. 41; Österreichisches National-Bibliothek, Vídeň, Rakousko)

V druhé polovině 14. století, kdy započalo zmenšování deskových obrazů, začala v malířství dominovat knižní malba, počínaje knižními iluminacemi a konče celostránkovými vyobrazeními. Tento vývoj započal již za arcibiskupa Arnošta z Pardubic a pokračoval za císařova kancléře Jana ze Středy, jehož Liber viaticus vznikl mezi roky 1355 až 1364. Mistr viaticu čerpal z české deskové malby, především z obrazů Mistra vyšebrodského oltáře, z jehož tvorby přejímal hlavně italizující prvky. Od konce 80. let 14. století zájem o knižní malířství prudce vzrostl díky bibliofilské zálibě krále Václava IV. V té době započal zájem o úplnou bibli, který pokračoval i za husitských válek a dozníval až do poloviny 15. století. K nejvýznamnějším dochovaným rukopisům královy sbírky patřila německy psaná bible a Výklad žaltáře od Mikuláše z Myry, dále Výtah z Pavlových epištol a tři astrologické rukopisy. Ve dvou rukopisech té doby, v Bibli Václava IV. a v Bibli mincmistra Konráda z Vechty, přitom vyvrcholilo úsilí o epickou ilustraci bible. Prvnímu svazku královy bible dominuje titulní list Genesis s iniciálou „I“, jehož vyhotovení bylo svěřeno osvědčenému hlavnímu Mistru Willehalma. Z tohoto titulního listu pochází na borduře umístěný ledňáček, emblém krále Václava IV., který sedí na točenici, věnci, který dávala dáma rytíři svého srdce. Také přestrojení královny za lazebnici, dvojnici Venuše, se zcela nevymykalo rytířským představám té doby. Lazebnice by proto mohla symbolizovat královnu Žofii, druhou královu manželku. Symbol ledňáčka sedícího na točenici by pak mohl patřit Johaně Bavorské, první králově manželce.

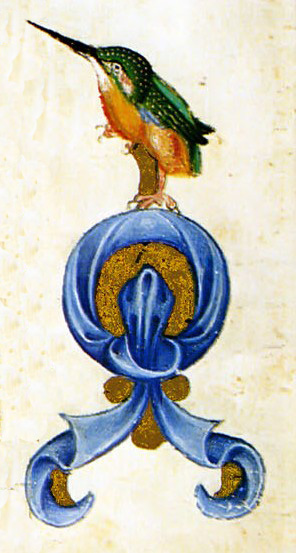
Točenice s ledňáčkem (bordura titulního listu bible Václava IV., 1. sv.; Österreichisches National-Bibliothek, Vídeň, Rakousko)

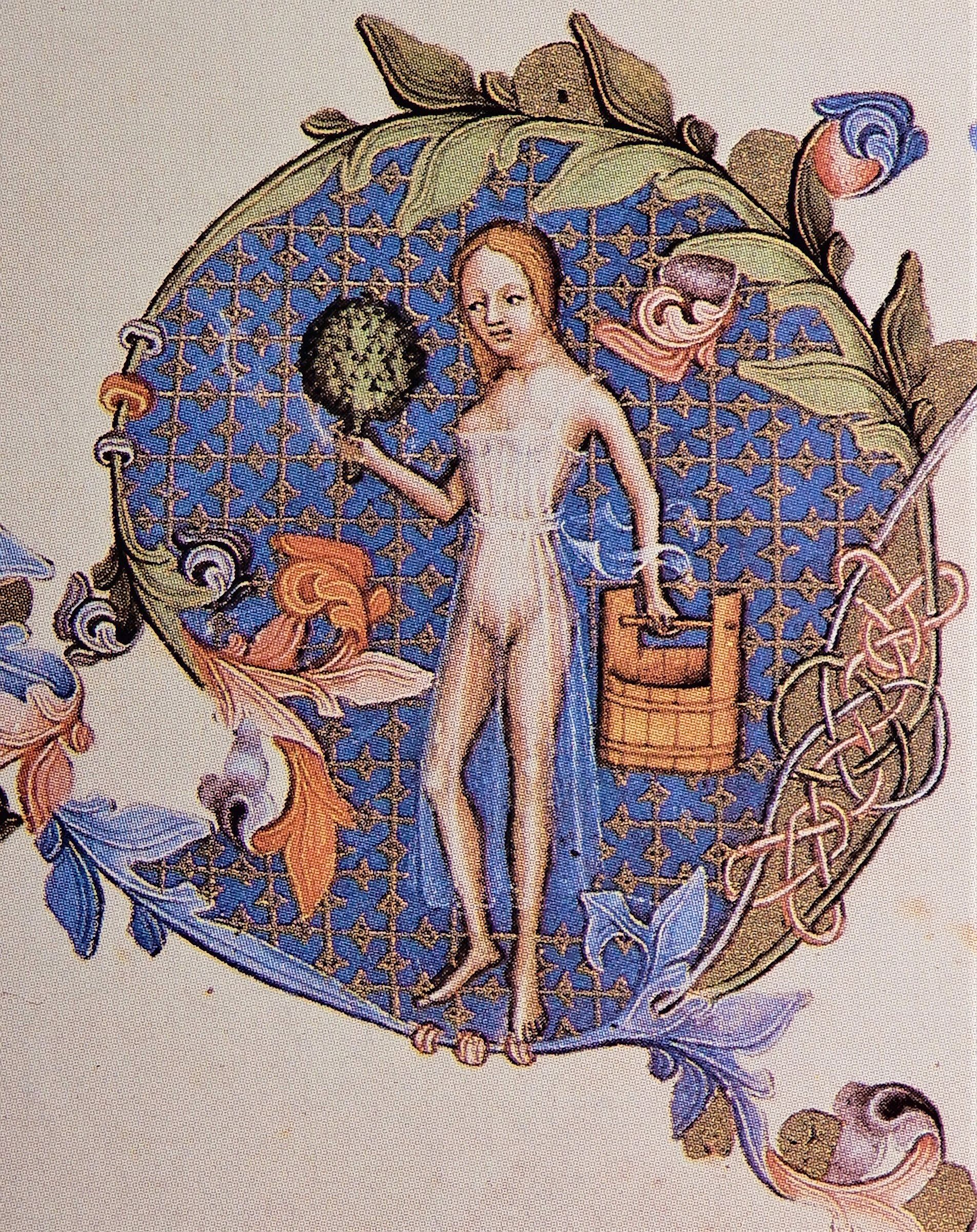
Lazebnice s věníkem a vědrem (kolem 1390; okraj fol. 160r, 1. sv.; Österreichisches National-Bibliothek, Vídeň, Rakousko)

Později byl za autora titulního listu označen Mistr Balaamovy historie , který v iluminaci Stvoření Evy pojal postavu Hospodina téměř sochařsky. Výzdobu 1. svazku si dále rozdělili dva malíři, již zmíněný Mistr Balaamovy historie, a Mistr exodu podepisující se jako frana/Frana (František). Podíl na dalších iluminacích 1. dílu královy bible měl i Mistr Willehalma, jehož označení vzniklo na základě výzdoby, kterou provedl na stránkách rytířského eposu Willehalm, jehož byl hlavním iluminátorem. Jeho iluminace vnesly do české knižní malby jihoněmecké prvky. Rukopis Willehalm je dnes považován za symbol manželské lásky Václava IV. a jeho manželky Žofie Bavorské. Na výzdobě druhého svazku královy bible se podíleli i noví iluminátoři, v jejichž malbách však ubývá individuálnosti. Dochází tak k odosobnění v rámci vývoje krásného slohu v období 90. let 14. století. Malíř Samsonovy historie proto využil podněty převzaté ze soch krásných madon, aby alespoň částečně zvýraznil svou tvorbu. Jak zmiňuje historik umění Josef Krása, k dalším významným iluminátorům druhého svazku královy bible patřil nejen Mistr herzogenburských Moralií nebo Mistr Pavlových epištol, ale především Mikuláš(?) Kuthner. Seznam iluminátorů 1. svazku jmenuje 5 malířů a iluminátorů, 2. svazku bible rovněž 5, z nichž mnozí měli anonymní pomocníky. Většina těchto malířů se podílela i na výzdobě dalších dvou svazků Václavovy bible, někdy i za pomoci dílny. Tabulka uvádějící počty rukopisů v tom kterém desetiletí dokládá, že počet rukopisů krásného slohu kulminoval v posledním desetiletí 14. století. Z té doby se totiž dochovalo celkem 12 rukopisů. Tyto údaje svědčí pro to, že v knižní malbě vrchol krásného slohu nastal ještě před rokem 1400. Výjimku činí již výše zmíněná Bible Konráda z Vechty, pocházející z let 1403/05, jejíž iluminace jsou ještě jemnější než vyobrazení v králově bibli. Vedle těchto knih internacionálního významu však i v domácím prostředí vznikaly rukopisy vykazující známky vrcholného krásného slohu. Příkladem mohou být rukopisy iluminované Mistrem hazenburského misálu, jehož reprezentativní dílo vzniklo kolem roku 1409. Souběžně s tímto mistrem však až do začátku husitských válek působila v Praze, v Brně a v Olomouci řada dalších dílen pracujících ve stylu krásného slohu. Jejich vliv na českou knižní malbu můžeme zaznamenat ještě po polovině 15. století v okolních uměleckých centrech nacházejících se v Rakousku, Bavorsku, Polsku nebo na Slovensku.

## Umělecko-historický význam krásného slohu v českém gotickém umění
Vznik české varianty krásného slohu byl iniciován uměleckými podněty, které se dostávaly do Čech první poloviny 14. století především z frankovlámské oblasti. Tyto podněty, přetvořené v parléřovské svatovítské huti, iniciovaly vznik krásného slohu v Čechách a to nejen v oblasti stavitelství, ale i v sochařství a zprostředkovaně i v dobovém malířství. Jeho estetickou konstantou byl vířivý pohyb do sebe uzavřených forem. A tak nejen architektura, ale i prototyp krásných madon se stal nejranějším příkladem krásného slohu. Ve zmíněných oblastech umělecké tvorby bylo jeho vrcholné podoby dosaženo ještě před rokem 1400. V různé podobě se pak šířil jak na sever do Polska (Vratislav), tak i do rakouských zemí až po jižní Tyrolsko. V polovině 15. století však krásný sloh ustoupil novým podnětům přicházejícím jak ze západní, ta i z jižní Evropy.